# Signos y constelaciones enamorados de una mujer
Cifras y constelaciones enamoradas de una mujer es una de las pinturas que forma parte de la serie «Constelaciones» pintada por Miró entre 1939 y 1941. Dicha serie se compone de 23 pinturas de proporciones no muy amplias. Las diez primeras obras están realizadas en una pequeña localidad de Normandía y el resto fueron pintadas al volver a España tras producirse la invasión alemana en Francia. 

## Descripción
Mediante el uso de su estilo naif característico, Miró intenta adentrarse en el subconsciente humano y nos ofrece su particular visión de la realidad llena de símbolos y de colores. La vista del cielo estrellado transforma su deseo de huir de la dura realidad en esta serie que está considerada entre las más hermosas de su creación. Esta colección de pinturas está realizada en el periodo de madurez del artista. En ella están presentes algunos de los elementos característicos del autor en esta etapa de su obra: los astros como elemento de evasión y huida, la mujer como ente creador y protector y los pájaros como nexos de unión entre el universo y la tierra.
Todas las obras llevan su fecha correspondiente por lo que se puede hacer un seguimiento cronológico de las mismas. La presente "Cifras y constelaciones enamoradas de una mujer" fue una de las últimas en realizarse. En todas ellas el pintor simula un firmamento surrealista plagado de símbolos, entre los que se encuentran algunos de los más recurrentes en la obra del autor como son las mujeres y el firmamento. El artista plasma sobre telas de tonos neutros un laberinto de líneas negras salpicado por los colores primarios característicos de la obra de Miró. Según declaró uno de sus nietos, Miró sentía la necesidad de escapar de las barbaridades cometidas en la 2ª Guerra Mundial y su vía de escape era mirar al firmamento, imaginar que huía de esa realidad convertido en pájaro para volver después a la tierra y expresar en forma de símbolos todo lo que cabía en un lienzo.